# Настоящая кровь
«Настоя́щая кровь» (англ. True Blood) — американский драматический телесериал с элементами фильма ужасов, основанный на серии романов «Вампирские тайны» (англ. The Southern Vampire Mysteries) американской писательницы Шарлин Харрис. Сериал был создан Аланом Боллом, автором «Клиент всегда мёртв», в сотрудничестве с каналом HBO и его компанией Your Face Goes Here Entertainment. Сериал получил несколько наград, включая премии «Золотой глобус» и «Эмми». Премьерный показ сериала состоялся 7 сентября 2008. 2 июля 2012 на телеканале HBO заявили о продлении сериала на 6 сезон, который вышел в 2013 году. В сентябре 2013 года было объявлено, что седьмой сезон станет последним.
Действие сериала происходит в вымышленном городе Бон-Там (фр. Bon Temps — Хорошее время) в штате Луизиана и развивается вокруг отношений центральных персонажей: официантки с телепатическими способностями Суки Стакхаус (Анна Пэкуин) и вампира Билла Комптона (Стивен Мойер). В России сериал демонстрируется на телеканале ТВ3 как «Настоящая кровь».

## Производство
Создатель «Настоящей крови» Алан Болл работал с каналом HBO над сериалом «Клиент всегда мёртв», показ пяти сезонов которого завершился в октябре 2005 года. После чего Болл подписал двухлетний контракт с каналом для разработки идеи и производства нового материала. Первым проектом в рамках этого контракта и стал сериал «Настоящая кровь», после того как Болл прочитал первую книгу Шарлин Харрис из цикла «Вампирские тайны» — «Мертвы, пока не стемнеет» (англ. Dead until dark).

## Сюжет
Благодаря изобретению искусственной крови в Японии, вампиры за одну ночь превратились из монстров в обычных граждан. Несмотря на то, что официально вампиры отказались от потребления человеческой крови, многие из обычных людей по-прежнему относятся к ним враждебно, особенно в таком заштатном городишке, как Бон-Там (Бон-Тэмз), штат Луизиана.
Однако официантка одного из местных баров Суки Стакхаус не разделяет общих настроений по отношению к вампирам. Из-за своих телепатических способностей она сама с детства чувствовала себя изгоем. Потому когда однажды вечером в бар «Merlotte’s», где работает Суки, заходит 173-летний вампир Билл Комптон, у них завязываются отношения, но им придётся через многое пройти, чтобы заслужить уважение и признание остальных. К тому же, в городке одно за другим начинают происходить жестокие убийства, и горожане часто сваливают всю вину именно на Суки и Билла.

## Структура сериала
Сериал выстроен так, что каждый сезон имеет сюжет, независимый и мало связанный с предыдущим сезоном он выстроен вокруг одной центральной истории и нескольких дополнительных историй второстепенных героев. Центральной темой первого сезона был поиск маньяка, чьи действия многие пытались выдать за действия вампиров и, в частности, Уильяма Комптона. Второй сезон разворачивается вокруг хаоса, в который погрузила Бон Там странствующая вакханка. В третьем сезоне герои противостоят планам вампира-оппортуниста и противника интеграции Рассела Эджингтона, решившего стать королём вампиров и людей, содержащего на службе стаю оборотней, которых поил собственной кровью. В четвёртом сезоне вампирам бросает вызов могущественный круг некромантов, решивших уничтожить всех детей ночи. В пятом сезоне история разворачивается вокруг круга советников вампиров — высшей вампирской власти — и фракции сангвинистов, религиозных фундаменталистов, исповедующих дословное толкование Библии Исхода (вампирской), считающих людей всего лишь едой, а не обществом, куда надо интегрироваться.

## Мифология
Мир сериала «Настоящая кровь» вносит некоторые коррективы в общую вампирскую мифологию. В том числе, в рамках сериала:
- В отличие от принятого представления, клыки у вампиров появляются на месте боковых резцов;
- Когда вампиры живут «гнездом», они становятся более агрессивными и опасными;
- Вампиры подвержены вирусу гепатита D, который делает их слабыми и уязвимыми примерно на месяц;
- Чтобы переступить порог дома, в котором живёт человек, вампиру всегда нужно было его приглашение. В сериале человек может приглашение отозвать;
- Вампиры могут гипнотизировать людей, чтобы заставить их выполнять их указания. Могут также уничтожать воспоминания об этом из их памяти;
- Кровь вампира обладает исцеляющим, возбуждающим и наркотическим эффектом для людей;
- Вампиры отражаются в зеркалах, на них не действует ни распятие, ни святая вода, ни чеснок. Согласно Биллу Комптону, эти мифы создали вампиры, чтобы обезопасить себя. В то же время вампиры боятся солнечного света и серебра;
- От простого укуса вампира человек не становится вампиром. Чтобы сделать кого-то вампиром, надо выпить его кровь, дать ему выпить вампирской крови и провести с ним ночь в могиле;
- Вампиры боятся серебра. Причём малейшее прикосновение серебряного предмета может обездвижить вампира;
- Вампира можно уничтожить огнём, солнечным светом или деревянным колом. Во всех остальных случаях вампир пускает в ход возможность к регенерации, которая активизируется после того, как он выпьет крови.

## Аллегория на права ЛГБТ
Борьба за равенство вампиров в сериале «Настоящая кровь» была воспринята как аллегория на движение за права ЛГБТ. Шарлин Харрис, автор «Вампирских тайн», на которых основан сериал, утверждает, что начальным прототипом для вампиров было «… меньшинство, пытающееся получить равные права». Газета New York Post назвала историю вампиров «аналогией прав геев». Некоторые фразы в сериале были заимствованы и подогнаны из фраз, используемых против ЛГБТ и о ЛГБТ, например, такие как «God Hates Fangs» — «Господь ненавидит клыки» (переделанная фраза из взглядов баптистской церкви Уэстборо «God Hates Fags» — «Господь ненавидит педиков») и «Coming out of the coffin» — «Выход из гроба» (Coming out of the closet — Выход из чулана).
Кен Такер из Entertainment Weekly написал, что шоу построено «вокруг серии метафор: Вампирские права вместо прав геев и теперь натянутый смех этой деревенской девушки-вампира символизирует экстрим подросткового бунтарства». Телекритик Дэвид Бианкулли написал: «Настоящая кровь — мастера в аллегории, и напряженность вокруг принятия вампиров в общество — очевидная игра на гражданских правах вообще, и гей-правах, в частности». Однако создатель, продюсер и сценарист всех серий этого сериала, гей-активист Алан Болл заявил, что такое сравнение лениво и, возможно, гомофобно, а Лорен Гутерман из Центра исследований геев и лесбиянок выразила обеспокоенность тем, что сериал может усилить отрицательные стереотипы в отношении гомосексуалов.

## Саундтрек
Гэри Кэламар, ответственный за музыку в сериале, заявил в 2008-м году, что он работает над саундтреком к сериалу, который будет «блюзовым и зловещим», и что он планирует привлечь к его созданию местных музыкантов из Луизианы.
Музыкальное сопровождение в сериале принадлежит авторству композитора Нэтана Барра.
Основная тема сериала Bad Things исполняется кантри-музыкантом Джейсом Эвереттом. Эта песня вошла в его дебютный альбом 2005 года.

## Персонажи и актёры

### Главные герои
- Суки Стэкхаус (англ. Sookie Stackhouse, Анна Пэкуин) — официантка в баре «Merlotte’s», обладает телепатическими способностями;
- Билл Комптон (англ. Bill Compton, Стивен Мойер) — 173-летний вампир, в которого влюбляется Суки; король Луизианы, был обращен Лореной в 1865 году;
- Эрик Нортман (англ. Eric Northman, Александр Скарсгард) —  1100-летний шериф одного из пяти вампирских округов, старый и влиятельный член вампирского сообщества, обращен Годриком в X веке нашей эры;
- Пэм Ровенкрофт (англ.  Pam Ravenscroft), Кристин Бауэр) — 140-летний вампир, помощница Эрика, им же и инициирована в 1905 году. Работает в его вампирском клубе «Группа крови» (англ. Fangtasia);
- Сэм Мерлотт (англ. Sam Merlotte, Сэм Траммелл) — перевёртыш (превращается в любого животного, на которого однажды «настроится») , владелец бара-ресторана «Merlotte’s», в котором работает Суки;
- Джейсон Стакхаус (англ. Jason Stackhouse, Райан Квонтен) — брат Суки, большой любитель женщин, сначала работает в службе дорожных работ Бон-Там, потом помощником шерифа;
- Лафайет Рейнольдс (англ. Lafayette Reynolds, Нелсан Эллис) — двоюродный брат Тары, гей, работает поваром в баре «Merlotte’s». Помимо этого занимается продажей наркотиков и проституцией, колдун;
- Тара Торнтон (англ. Tara Thornton, Рутина Уэсли) — лучшая подруга Суки, также работает в баре «Merlotte’s», в 5 сезоне обращена в вампира Пэм;
- Арлин Фаулер (англ. Arlene Fowler, Кэрри Престон) — официантка в баре «Merlotte’s»;
- Джессика Хэмби (англ. Jessica Hamby, Дебора Энн Уолл) — юная девушка, которую Билл насильственно обращает в вампира: его таким образом наказали за убийство другого вампира.

### Роли второго плана
- Энди Бельфлёр (англ. Andy Bellefleur, Кристофер Бауэр) — детектив, подозревает Джейсона Стакхауса в убийстве девушек и женщин, происходящих в Бон-Там с незавидной регулярностью, позже они с ним находят общий язык;
- Хойт Фортенберри (англ. Hoyt Fortenberry, Джим Пэррэк) — друг Джейсона и Рене, также работает вместе с ними на стройке;
- Максин Фортенберри (англ. Maxine Fortenberry, Дейл Рауль) — мать Хойта, властная и жестокая женщина, ненавидит Джессику.
- Годрик (англ. Godric, Аллан Хайд) — древний, мирный и добрый вампир, создатель Эрика Нортмана. Его возраст вампира составляет 2034 года. Годрик — шериф 9 района в Далласе, штат Техас, в прошлом был одним из кровожадных вампиров, обращён древним вампиром в I веке до нашей эры;
- Бад Диаборн (англ. Bud Dearborne, Уильям Сандерсон) — шериф города Бон-Там;
- Лэтти Мэй Торнтон (англ. Lettie Mae Thornton, Адина Портер) — мать Тары, религиозна, ранее обладала стойкой привязанностью к спиртным напиткам;
- Дафна Ландри (англ. Daphne Landry, Эшли Джонс) — новая официантка в баре «Merlotte’s», объект увлечения Сэма;
- Сара Ньюлин (англ. Sarah Newlin, Анна Кэмп) — жена преподобного Стива Ньюлина;
- Преподобный Стив Ньюлин (англ. Steve Newlin, Майкл МакМиллиан) — глава Братства Солнца, антивампирской церкви, в ряды которой временно вступает Джейсон;
- Мэриэнн Форрестер (англ. Maryann Forrester, Мишель Форбс) — менада, обладающая сверхъестественной силой и представляющаяся «социальным работником»;
- Адель Стакхаус (англ. Adele Stackhouse, Лоис Смит) — бабушка Суки и Джейсона по отцовской линии;
- Альсид Герво (англ. Alcide Herveaux, Джо Манганьелло) — вервольф, близкий друг Суки;
- Джексон Герво (англ. Jackson Herveaux, Роберт Патрик) — вервольф, покинувший стаю, отец Альсида;
- Рассел Эджингтон (англ. Russell Edgington, Денис О’Хэр) — древний вампир (возраст примерно 2900 лет), король Миссисипи с большими амбициями. Впоследствии король Миссисипи и Луизианы;
- Тальбот (англ. Talbot, Тео Александр) — 700-летний  вампир, супруг Рассела Эджингтона, обладает весьма утончённым вкусом и капризным нравом, ;
- Нэн Флэнаган (англ. Nan Flanagan, Джессика Так) — 800-летний вампир, высокопоставленный член Американской Лиги Вампиров;
- Kibwe Менса, Питер;
- Дитер Браун Хейердал, Кристофер.

## Эпизоды
| Сезон | Сезон | Эпизоды | Оригинальная дата показа | Оригинальная дата показа |
| Сезон | Сезон | Эпизоды | Премьера сезона          | Финал сезона             |
| ----- | ----- | ------- | ------------------------ | ------------------------ |
|       | 1     | 12      | 7 сентября 2008          | 23 ноября 2008           |
|       | 2     | 12      | 14 июня 2009             | 13 сентября 2009         |
|       | 3     | 12      | 7 сентября 2010          | 23 ноября 2010           |
|       | 4     | 12      | 26 июня 2011             | 11 сентября 2011         |
|       | 5     | 12      | 10 июня 2012             | 26 августа 2012          |
|       | 6     | 10      | 16 июня 2013             | 18 августа 2013          |
|       | 7     | 10      | 22 июня 2014             | 24 августа 2014          |

### DVD
По официальному заявлению канала HBO, DVD-бокс с первым сезоном сериала вышел 12 мая 2009. Релиз содержит пять DVD со звуком Dolby Surround Stereo.

## Награды и номинации

### Награды

#### Золотой глобус
- 2009 — Лучшая актриса драматического сериала — Анна Пэкуин за роль Суки Стакхаус.

#### Satellite Award
- 2008 — Лучшая актриса драматического сериала — Анна Пэкуин за роль Суки Стакхаус;
- 2008 — Лучший актёр второго плана в сериале — Нелсан Эллис за роль Лафайета Рейнольдса.

#### NewNowNext Awards
- 2009 — Победа сериала в категории «Лучшее тв-шоу, которое вы не смотрите»;
- 2009 — Лучший новый актёр — Нелсан Эллис за роль Лафайета Рейнольдса.

#### Broadcast Music Incorporated
- 2009 — Лучшая музыкальная тема для сериала — Джейс Эверет за Bad things;
- 2009 — Лучшая оригинальная звуковая дорожка для сериала — Натан Барр.

### Номинации

#### Золотой глобус
- 2008, 2009 — Лучший драматический сериал.

#### Saturn Award
- 2009 — Лучший телесериал, сделанный для кабельного телевидения;
- 2009 — Лучшая телеактриса — Анна Пэкуин за роль Суки Стакхаус.

#### GLAAD Media Awards
- 2009 — Выдающийся драматический телесериал.

#### Writers Guild of America
- 2009 — Новый телесериал — Алан Болл, Брайан Бакнер, Раэлль Такер, Александер Ву, Нэнси Оливер и Крис Оффатт.